# 桑德魯普湖

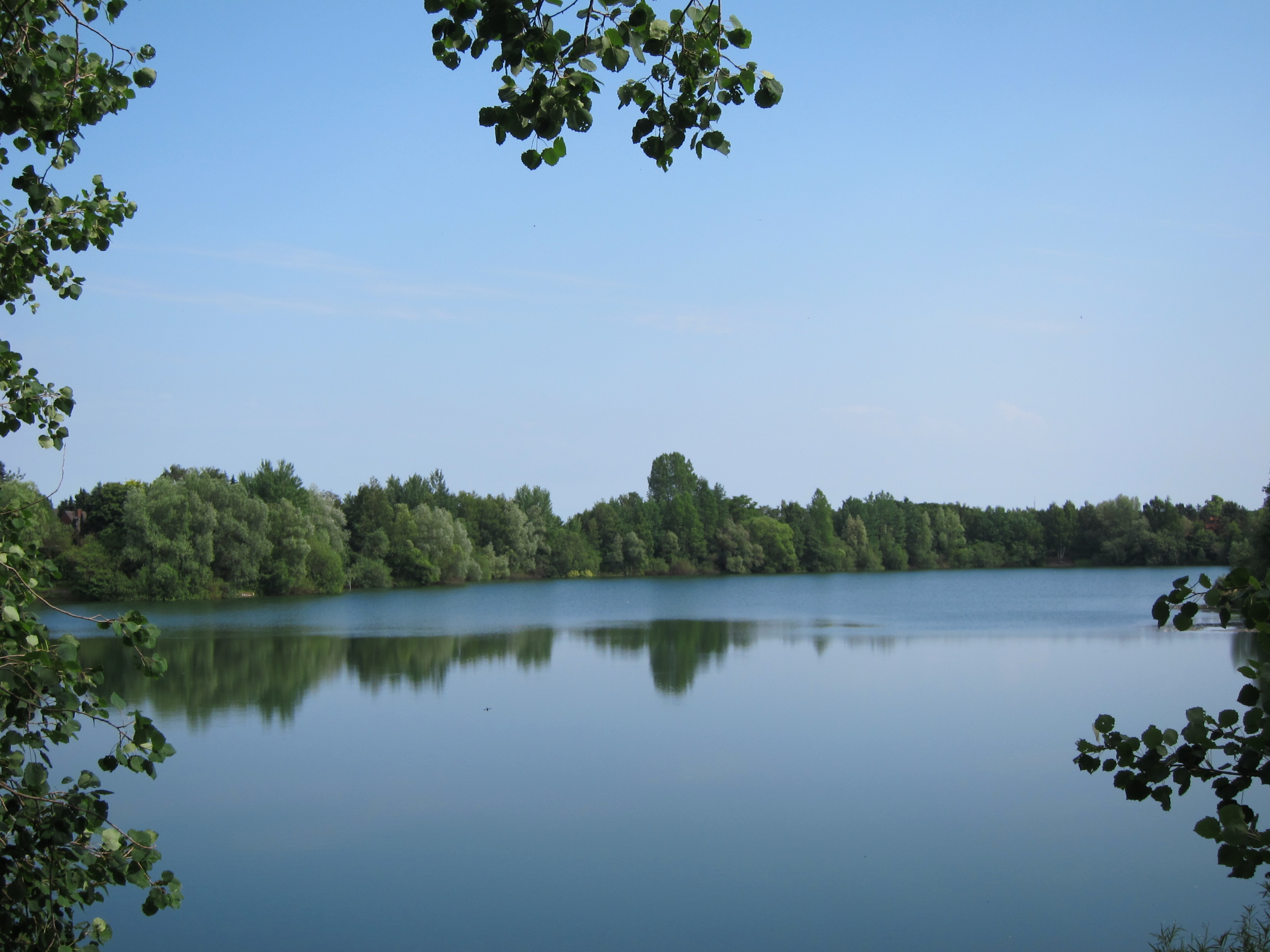

52°1′35″N 7°36′56″E / 52.02639°N 7.61556°E
桑德魯普湖（德語：Sandruper See），是德國的湖泊，位於該國西部，由北萊茵-威斯特法倫州負責管轄，處於明斯特，長0.6公里、寬0.3公里，面積0.11平方公里，海拔高度43米，最大水深20米。